# 100 (číslo)
100 (sto nebo jedno sto) je přirozené číslo, které následuje po číslu 99 a předchází číslu 101. Římskými číslicemi se zapisuje C jako centum. Tutéž číselnou hodnotu má i hebrejské písmeno kuf.

## Předpona SI
Standardní mezinárodní SI předpona pro stovku je „hekto-“, např. hektometr; před samohláskou se zkrátí na „hekt-“, např. hektar.

## Matematika
- 100 je druhá mocnina čísla základu desítkové soustavy, čísla 10, 102. Sto jednotek (např. měnových) je stovka.
- 100 je základem pro výpočet procent (značka „%“), které jsou setinou celku, celkového množství. 100 % tedy znamená plné množství, celek
- 100 je součtem prvních devíti prvočísel, součtem prvočísel 47 a 53 či součtem třetích mocnin prvních čtyř přirozených čísel. Také platí že 26 + 62 = 100, proto je 100 Leylandovo číslo.

## Chemie
- Atomové číslo fermia
- 100 stupňů Celsia je teplota varu vody

## Vojenství
Sto bývá (přibližný) počet členů vojenské jednotky setniny (v antickém Římě centurie, velitel centurion) a její velitel se pak někdy nazývá setník.

## Časomíra
100 bylo minut v hodině (těch bylo 10 ve dni) a také 100 sekund v minutě v revoluční časomíře zavedené během Velké francouzské revoluce. Den měl tedy 100 000 sekund, tedy srovnatelně, jako 86 400 v běžné časomíře.

## Roky
- 100
- 100 př. n. l.

## Ostatní
- Počet let v jednom století.
- Obvyklý počet, na který se dělí základní měnová jednotka (jedna koruna má sto haléřů)
- Běh na 100 metrů – lehkoatletický sprint